# Conqueror (U-Boot)
Die HMS Conqueror (Kennung: S48) war ein U-Boot in Diensten der Royal Navy. Sie gehörte zur Churchill-Klasse. Die Conqueror ist das erste und bislang einzige Atom-U-Boot, das im Kampfeinsatz ein feindliches Schiff versenkt hat. Neben der pakistanischen Hangor ist sie das einzige U-Boot, das seit dem Zweiten Weltkrieg ein Schiff versenkt hat.

## Daten
Die Länge der U-Boote der Churchill-Klasse betrug knapp 87 Meter, bei einer Breite von 10 und einem Tiefgang von 8 Metern. Getaucht verdrängte das Boot ca. 4.900 Tonnen Wasser. Aus ihren sechs Torpedorohren konnte sie Torpedos und Seezielflugkörper abfeuern.

## Geschichte

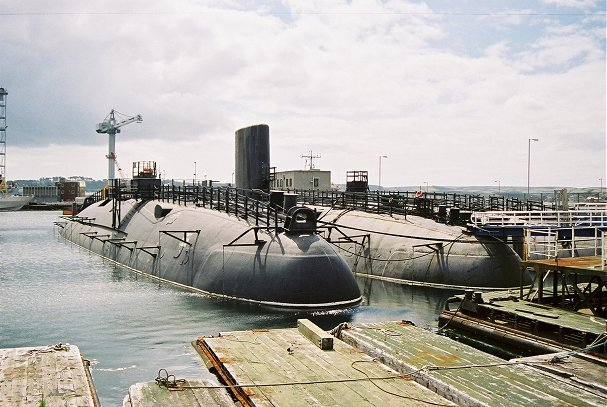
Die Warspite (links) neben der Conqueror und der Valiant im Hintergrund

Baubeginn bei Cammell Laird in Birkenhead war der 5. Dezember 1967. Am 28. August 1969 wurde die Conqueror vom Stapel gelassen und Ende 1971 in Dienst gestellt. Ihre vorrangige Aufgabe war die Überwachung von sowjetischen Schiffsbewegungen.

### Falklandkrieg
Als jedoch der Falklandkrieg begann, wurde das U-Boot am 3. April 1982 in die Gewässer um die atlantische Inselgruppe verlegt, nach einer 21-tägigen Fahrt erreichte sie diese.
Die ihr zugeteilte Aufgabe umfasste die Suche nach dem argentinischen Flugzeugträger Veinticinco de Mayo. Allerdings erfasste das Boot am 30. April den Leichten Kreuzer General Belgrano. Dieser befand sich südwestlich der Falklandinseln, knapp außerhalb der Sperrzone, die die Briten ausgerufen hatten.
Nach den ersten Schüssen im Krieg bekam das Schiff den Befehl, den Leichten Kreuzer zu versenken, die britische Regierung bestätigte den Befehl, um zu verhindern, dass die Argentinier von Süden (General Belgrano) und von Norden (Veinticinco de Mayo) gleichzeitig die Task Force der Royal Navy angreifen konnten.
Die Conqueror schoss einen Fächer aus drei Torpedos vom Typ Mark VIII auf die General Belgrano, wovon zwei trafen. Nach zwanzig Minuten war das Schiff bereits fast vollständig gesunken und wurde daraufhin von der Besatzung aufgegeben. 323 Männer kamen auf der General Belgrano um. Von den beiden Zerstörern, die die General Belgrano begleiteten, wurde einer von dem dritten Torpedo getroffen, welcher aber nicht explodierte. In ihrer Verwirrung flohen die zwei Kriegsschiffe vom Schauplatz und kehrten erst in der Nacht zur Rettung Schiffbrüchiger zurück.
Nach der Versenkung führte das U-Boot vor allem Aufklärungsmissionen durch, es beobachtete Flugzeuge, die das Festland verließen und meldete die Bewegungen an die Flotte.
Bei ihrer Rückkehr nach Faslane-on-Clyde hatte die Conqueror den Jolly Roger am Turm gesetzt, eine Tradition der Royal Navy bei der Rückkehr eines U-Bootes mit Versenkung.
1984 wurde entdeckt, dass das Navigationslogbuch der Conqueror nicht mehr auffindbar war. Mitglieder der Opposition vermuteten, dass das „Verschwinden“ der Logbücher eine absichtliche Unternehmung der Regierung sei, um damit die genauen Umstände der Versenkung der General Belgrano zu verschleiern. Nach Veröffentlichung neuer Aktenbestände vermutet Stuart Prebble dagegen, dass das Verschwinden der Logbücher eher mit Operation Barmaid (s. u.) in Verbindung stehen könnte.

### Operation Barmaid
Im August 1982, nur wenige Wochen nach Ende des Falklandkrieges, führte Conqueror eine streng geheime Mission namens Operation Barmaid durch. Dabei drang sie in sowjetische Hoheitsgewässer in der Barentssee ein und kappte mit einem Spezialwerkzeug das Schleppsonar eines unter polnischer Flagge operierenden U-Jagd-Schiffs. Das Schleppsonar wurde entwendet und von britischer und amerikanischer Seite untersucht.

### Weitere Dienstzeit
Im Juli 1988 kollidierte Conqueror vor Nordirland mit der Jacht Dalriada, einem Segelschiff der Army Sail Training Association.
Die Conqueror wurde 1990 außer Dienst gestellt, ihr Periskop ist heute im Royal Navy Submarine Museum in Gosport zu sehen. Das U-Boot selber liegt weiterhin in Devonport und wartet auf seine Verschrottung. Seit 2009 ist es Namensgeber für Conqueror Island, eine Insel im Archipel Südgeorgiens im Südatlantik.